# Almir Morais Andrade
Almir Morais Andrade (11 mei 1973) is een voormalig Braziliaans voetballer.

## Carrière
Almir speelde tussen 1995 en 2001 voor Otsuka Pharmaceutical, FC Tokyo en Consadole Sapporo.

## Statistieken
| Japan   | Japan                 | Japan           | League | League | Emperor's Cup | Emperor's Cup | J-League Cup | J-League Cup | Totaal | Totaal |
| Seizoen | Club                  | League          | Wed.   | Goals  | Wed.          | Goals         | Wed.         | Goals        | Wed.   | Goals  |
| ------- | --------------------- | --------------- | ------ | ------ | ------------- | ------------- | ------------ | ------------ | ------ | ------ |
| 1995    | Otsuka Pharmaceutical | Football League | 21     | 3      | 1             | 0             | -            | -            | 22     | 3      |
| 1996    | Otsuka Pharmaceutical | Football League | 18     | 3      | 1             | 0             | -            | -            | 19     | 3      |
| 1998    | Otsuka Pharmaceutical | Football League | 20     | 4      | 3             | 1             | -            | -            | 23     | 5      |
| 1999    | FC Tokyo              | J. League 2     | 33     | 8      | 4             | 4             | 6            | 0            | 43     | 12     |
| 2000    | Consadole Sapporo     | J. League 2     | 40     | 1      | 3             | 1             | 2            | 0            | 45     | 2      |
| 2001    | Consadole Sapporo     | J. League 1     | 14     | 0      | 0             | 0             | 1            | 0            | 15     | 0      |
| Totaal  | Totaal                | Totaal          | 166    | 19     | 12            | 6             | 9            | 0            | 187    | 25     |